# アストロ球団
『アストロ球団』（アストロきゅうだん）は、原作：遠崎史朗、作画：中島徳博による日本の漫画。『週刊少年ジャンプ』（集英社）において、1972年39号から1976年26号まで連載された。
テレビドラマ版についてはアストロ球団 (テレビドラマ)を参照。

## 概要
本作品は、沢村栄治の遺志を受け継いだ1954年（昭和29年）9月9日生まれの九人の超人たちが、「打倒読売巨人軍」、「打倒アメリカ大リーグ」の目標を掲げ、一試合完全燃焼を信条に世界最強の野球チームの結成を目指して戦う物語である。『南総里見八犬伝』を下敷きにしており、結集するアストロ超人たちには八犬士の牡丹のアザと同じようにボール形のアザがある。
様々な魔球や必殺技が乱れ飛び、スポーツ漫画でありながら試合の中でデスマッチを繰り広げ、死者や廃人が累出するなど、異様ともいえる展開であり、単行本にして全20巻という長丁場でありながら、その展開ゆえに試合描写が長く、作中では僅か3試合しか行われていない。また、初期設定の矛盾や修正、野球ルールの間違いなども随所に見られるが、その熱さは他の追随を許さず、青少年ファンを熱狂させた。また「盲目の美男子」というキャラクターを登場させたことによって、女性購読者層を大幅に拡大させた。この系統のキャラクターはのち『リングにかけろ』などに受け継がれ、『週刊少年ジャンプ』の美少年キャラの走りとなった。
原作者の遠崎史朗は1970年安保闘争の敗北終結による当時の無気力社会を憂い、巨大な存在への挑戦心を野球ジャンルに昇華して原作を企画した。作画の中島徳博はこれに自身の生涯テーマとなる「男の生き様」を熱筆で盛込み、やがて作品は遠崎の手を離れ（ただし権利上の理由で原作クレジットは継続された）以降は中島と担当編集者の後藤広喜でストーリー作りが行われていた。週刊少年ジャンプ3代目編集長の西村繁男によると、アンケートをもとに編集者と漫画家が共同でストーリーを作っていく「週刊ジャンプの漫画作りの原点」であり、以後、ジャンプ誌上で人気を誇ったいわゆる「バトル漫画」の先駆け的作品であるとしている。
単行本は集英社より連載当時刊行されたジャンプ・コミックス、および1978年刊行の集英社漫画文庫が全20巻、1986年よりワイド版としてジャンプコミックスセレクション全12巻が刊行されていた。これらは長らく絶版となっており本作品を新たに入手して読むことが困難な状況が続いていたが、1999年に太田出版から全5巻の復刻版が刊行され本作品の入手が容易となった。本作品の復刻が困難だった理由の1つに時代の変遷と共に不適切な表現とされた言葉が多用されていることがあり、復刻版では最終巻の女性蔑視ともとれるセリフが「たぬき言葉」にされているなど、若干台詞が変えられている。また、この復刻版には読み切り作品「激突!!日米超人野球」も同時収録されている。これ以降の刊行としては2003年にコンビニコミック仕様の集英社ジャンプリミックスで全13冊、2012年よりeBookJapanによる電子書籍版（全20巻）がサービス開始されている。
2005年8月10日からはテレビ朝日系で実写テレビドラマとして全9話が放映された。また同局で放送中のスーパーベースボールにも、ハイライトの画面、オープニングタイトルなどに同作品をモチーフにしたアニメーションが採用された。

## あらすじ
1944年（昭和19年）秋。フィリピン・レイテ島へと出征していた東京巨人軍の名投手・沢村栄治は、戦地で予知夢を見た。それは1954年（昭和29年）9月9日生まれで体のどこかにボール形のアザがある9人の超人が縦横無尽なプレイを見せた後、自らを沢村監督と慕い、全員19歳となる1973年（昭和48年）に彼らによる新生球団が誕生するという宣言であった。戦争ではなく野球でアメリカに勝ちたいと願っていた沢村は夢を新生球団へと託し、日本人チームが米大リーグを打ち破る未来を信じて戦地に散った。そして昭和29年9月9日午後9時9分9秒、予知夢に合わせて日本の夜空に白光球体が出現、9個に分裂し各地に飛び散った。
1972年（昭和47年）ペナントレース開幕直後、交通事故で重傷を負った阪神タイガースのエース江夏豊に成り済ました謎の少年が巨人対阪神戦に乱入し、王・長島に快投を披露する事件が発生。亡き沢村栄治の夢を実現すべく来日していたフィリピンの真珠王ことJ・シュウロは、謎の少年・宇野球児（後に球一）に対して球児が超人の一人であることを明かし、新生球団に誘う。沢村の夢に共感した球児は快諾した。
一方、巨人の長島茂雄が秘蔵っ子として極秘に育て上げていた三荻野球一（後に球五）も超人の1人だった。球児の次に雲水姿の怪童・上野球太（後に球二）も手に入れたシュウロは長島に対し、お互いの超人を賭けて球一の高校と新生球団、9人対2人での変則試合を申し込む。試合は球一の高校のリードで最終回まで進むが、シュウロのマスコミ誘導作戦により球児の逆転ホームランで決着、球一も新生球団の一員となった。
新しい仲間に喜ぶ超人たちの前に、明智球七郎（後に球七）と明智球八の双子の超人が現れる。しかし、既に阪急ブレーブスに入団済みだった2人は新生球団への入団を拒否。対する球児ら3人は兄弟の超守備を想定した黒部第四ダムへと1か月篭り、各々の新打法を開発して下山。10月21日、巨人対阪急の日本シリーズの場で巨人選手に成り済まして、明智兄弟に挑戦。球児のジャコビニ流星打法が明智兄弟の超人守備を破り、2人も新生球団に加わることになる。ここで、シュウロは観衆の前で新生球団をアストロ球団と命名し、超人の名を改名、宇野球一（旧名・球児）、上野球二（旧名・球太）、三荻野球五（旧名・球一）、明智球七（旧名・球七郎）、明智球八（改名せず）とした。
シュウロと超人たちは残る超人を探し求めて全国各地に散らばる候補者の捜索を開始したが、阿蘇と北海道の旅先で、巨人への復讐のために結成されたブラック球団の妨害に遭う。そんな中、アストロ超人の1人と思しきレーサー伊集院球三郎が、レース中に事故に遭い死亡。12月9日、病院の安置室から球三郎の遺体を強奪したシュウロは、高度5000メートルの上空から球三郎の遺体をパラシュート降下させ、球三郎を奇跡的に蘇生させることに成功。蘇生した球三郎は失明していたが、6人目の超人としてアストロ球団に入団する。
12月12日、アストロ球団はブラック球団との決着を付けるため平和台球場で対戦。12球団の選手が固唾を呑んで見守る中、ブラック球団の怪投手・無七志が登場。無七志の殺人L字ボールの餌食になった球二は、自分がニセ超人だったことを告白して息絶えるが、その直後アストロのマネージャーの少年（通称・チビスケ）に雷が落ち、チビスケは超人として覚醒。二代目上野球二を襲名した。9回表、球三郎のキャッチャー潰し作戦により無七志を降板させたアストロはメッタ打ちで12得点を奪い試合を決める。9回裏にブラック球団の4番＝カミソリの竜もアストロ超人の1人と発覚するが、カミソリの竜は試合後ブラック球団を去り、旅に出る。
年明けて1973年（昭和48年）2月10日、宮崎・巨人軍キャンプ場にて無七志と巨人監督・川上哲治が巨人入りを賭けて対決。アストロ超人も遂に全容を現した完成目前の西新宿・アストロ球場からテレビ中継で対決を見守る。川上は投球後に打席の左右を変わるという秘策で殺人L字ボールを攻略し無七志を獲得、同時に沖縄の怪童・知念も巨人に入団することとなった。
3月9日、超近代的設備を誇るアストロ球場の開場式が華やかに開催される。しかし、式典の最中、沢村を手塩にかけて育てたという老人から、今のアストロ超人は沢村の遺志を継がぬ野球ロボットにすぎないと指摘される。反省したシュウロは指導者として成長するために旅立ってしまい、この後のアストロ球団の指揮は球一がとることとなる。
3月12日、アストロ球場の1年間のフランチャイズ権を賭けて、アストロ球団対ロッテオリオンズ戦が開催される。監督金田正一の策略と、対アストロ用秘密兵器モンスター・ジョーとリョウ・坂本の活躍、加えて人数合わせのために観客から選ばれてアストロに参加した素人3名によってアストロは思わぬ苦戦を強いられる。しかし、モンスター・ジョーは同僚のリョウ・坂本への対抗心から背伸びをし過ぎ、最後は球三郎の打球を受けスコアボードに叩きつけられ退場した。4回には、試合中に新超人峠球四郎が乱入し一時試合が中断する。6回、金田の密命によりロッテの投手・成田文男が球一にビーンボールを投げ、頭部を直撃された球一は死線を彷徨う。球一不在の中大苦戦を強いられるアストロだったが、土壇場9回、目を覚ました球一が新魔球・スカイラブ投法でリョウ・坂本を打ち取り、試合は15対15で延長戦に突入。10回表にジョージ・アルトマンの本塁打でロッテが勝ち越し10回裏、満身創痍、絶体絶命の球一の打席にカミソリの竜（高雄球六）が代打で登場。竜がコホーテクすい星打法で3塁打を放ち同点、さらに球三郎のサヨナラヒットで17対16と逆転勝利した。
ロッテ戦の傷も癒えない3月15日、毎朝新聞夕刊誌上にて反逆児・球四郎がアストロ球団をぶっ潰すと宣言。球四郎はアストロに対抗する新球団設立のため各スポーツの一流選手を集め始める。その中で球四郎は懐刀として、球三郎の兄で陣流拳法総帥・伊集院大門に協力を要請。大門は総帥の座を磐石なものとするため弟・球三郎抹殺を企て、球四郎に合流するのだった。
4月下旬、巨人対阪神戦後の後楽園球場に乱入した球四郎は、新超人球団・ビクトリー球団をお披露目し、居合わせたアストロ超人に3か月後の試合の約束を取り付けた。球四郎の目的は、文字通りアストロ超人の抹殺（殺人）だった。アストロ超人は、球四郎の殺人野球に対抗するため三原山・北アルプス・屋久島などへ各自離散し、壮絶な特訓を行い時が過ぎる。
7月23日、アストロ球団対ビクトリー球団の血で血を洗う決戦が始まった。初回早々に球一はビクトリーの投手・氏家慎次郎の魔球スクリュー投法の餌食となり背部に死球を受け、2回表では球六が大門の打球を顔面に受け一時失神するも9針縫った後に復帰。2回裏アストロ打線に氏家のビーンボール魔球が次々繰り出され、氏家自身も球一への最終投球後、急激な老衰により退場。球五は一塁上で大門の足によるタッチ（ひざ蹴り）を受け8本の肋骨骨折と内臓破損で重体に陥り一時退場（8回より復帰）。ビクトリーもダイナマイト拳が球六の殺人X打法から球四郎を護ってコブシを砕かれ退場と、阿鼻叫喚の展開となる。しかし球八や、観戦に来ていた巨人の知念・長島らが正道野球を説き、以降は殺人野球に乗ってこなくなったアストロと観衆の前に、ビクトリーと球四郎は次第に孤立する。迎えた4回、バロン森の登場によりビクトリーは殺人野球と決別、正道野球でアストロに勝利することを目指す。唯一殺人野球に固執し弟・球三郎殺害を計る大門も、球六の言葉に自らの過ちを知る。真実に対して良心の呵責に耐えかねた大門は、ベンチ裏で人知れず陰腹を切りながら打席に立ち、5回に同点満塁本塁打を放ったままバッターボックスで絶命した。大門の壮絶な死に様に、試合はさらにヒートアップ。8回の守備時フェンスに頭部を強打したバロン森は、9回表同点ホームランを放ったあと大量出血し、球四郎にアストロ超人として生きろと諭してそのまま息絶えた。9回裏、遂に現れた最後の超人・火野球九郎の眼前で死力を尽くして戦う両軍。そして二死満塁から、戦線復帰した球五に対する球四郎の投球が押し出しのフォアボールとなり、19対18、アストロが勝利をつかんだ。
アストロ対ビクトリーの死闘ののち、翌日に延期となっていたオールスターゲームが開催されたが、前日の死闘を見てしまった観衆たちにはもはや感銘のない空虚なイベントと化してしまっていた。そんな空気の中、川上を中心とした極秘会議はアストロ球団の存在を危険視して抹殺条項を決議、アストロ球団は日本はおろか全世界のプロ野球組織から不認可され、世界中で野球ができなくなってしまった。無七志と知念はアストロ超人から野球を奪った巨人に愛想をつかし退団。球四郎は同胞としてアストロ超人のために涙を流す。球一たちと和解した球四郎と球九郎が加わり遂にアストロ球団が結成、沢村栄治像の下に9人の超人が結集した。チームの今後に関してシュウロから驚くべき提案が飛び出し、アストロ球団は野球ができる敵を求めて新天地に旅立っていった。

## キャラクター

### アストロ球団
（打順、守備位置はビクトリー戦でのもの）
宇野球一（うの きゅういち、旧名：球児 アストロワン）：4番・投手　背番号1
アストロの左腕エース兼4番打者。左打ち。チームリーダー。出身地・経歴は不明な点が多く、兄弟がいないこと、５歳の時に野球修行のため渡米したことのみ記されている。沢村栄治に酷似（左右逆だが）したフォームから繰り出される球速0.25秒（約190km/h）とも言われる豪速球と二段ドロップ、超スローボールを修得し、自動車事故で火傷を負った阪神・江夏に成りすまして後楽園球場の巨人戦に登板したところをシュウロに見出され、アストロ超人であることが判明する。球一の実力に目をつけた長島茂雄が巨人入りの誘いをかけるが、球一は日本の巨人軍を井の中のカワズにすぎないと断る。その直後シュウロのアストロ球団への誘いには、アストロ球団の目標が米大リーグ打倒と知ってか快諾している。ただ、そもそも江夏になりすました理由は判然としない。初期は好んでオートバイを乗り回していた。
数々の試練を経て、幾多の魔球を生み出す。ロッテ戦よりシュウロにチームの指揮を任される。勝つためにはドリルをも素手で握り、鎖骨を骨折しても打席に立つ男。自らに頼み一試合完全燃焼を地で行く熱血漢で、前後の見境がなくなったり有頂天になったりすることもあるものの、場数を踏むたびにチームリーダーとして冷静に状況を見渡す能力やチームメイトを大局から嗜めたりする統率力を発揮し、主将として相応しく成長していく。左ヒジにボール形のアザを持つ。ジャコビニ流星打法。三段ドロップ。スカイラブ投法。七色の変化球。ファントム大魔球。
上野球二（うえの きゅうじ、旧名：球太 アストロツー）：3番・捕手（注：ブラック球団戦）　背番号2
関西弁のひょうきんなキャラクターで、ムードメーカー的存在。実家は貧乏寺の元坊主。神宮球場の大洋・ヤクルト戦に乱入し、ホームランボールを直接スタンドからキャッチャーミットへ正確に打ち返す派手なパフォーマンスで登場。しかし実は右手の平にボール形のアザのような刺青を施したニセモノ超人だった。無七志との対戦で殺人L字投法に手を出し致命傷を負い、金が目当てでアストロ球団に加入したことを告白する。その後、死の淵を彷徨いながら最後の力を振り絞りキャッチャーボックスにたどり着いて、冥土の土産にと球一の豪速球を受けて絶命する。三回転打法。
上野球二（うえの きゅうじ＝2代目、旧名：不明 アストロツー）：2番・捕手　背番号2
熊本県出身だが身内はいない。県立阿蘇高校（同名の学校が実在する）の野球部敷地内に学生服姿で初登場する。野球がしたい一念で、アストロ球団のマネージャーとなる小柄な少年。登場後しばらくは小児麻痺を患っていて左手を開くことができず選手としての戦力にはならなかったが、鉄球を使った特訓で打席に立って球一の三段ドロップのマスターに貢献する。またアストロナインのためにミックスジュースを徹夜で作るなど、内助の功でアストロ球団を支えた。特に初代球二を尊敬していたが、彼の死を目の当たりにし初代球二の命を奪った無七志の殺人L字投法を打ち破る力を得ることを強く祈念し、落雷を受ける。落雷の影響で小児麻痺が完治、開かれた左手の平にボール形のアザがあり真のアストロ超人として覚醒。
超人として覚醒したあとは、2代目アストロツー・上野球二を襲名し、小兵の強肩捕手として活躍する。同年（全員同じ誕生日）の他のメンバーに対しても常に敬語を使い、コンディションに気を配る真面目で心優しい性格だが、憤りの時は激しい行動を見せる。襲名前はチビスケと呼ばれており本名は一切不明。好物はところてん。ウルトラダイコン切り。ヤリ投げ打法。
伊集院球三郎（いじゅういん きゅうさぶろう、旧姓：陣 アストロスリー）：3番・一塁手　背番号3
東京都生まれ、鹿児島県で陣流拳法総帥家宗門の次男として育つ。県立伊集院高校（同名の学校が実在する）に通っていた描写がある（アストロ・ナインで唯一、過去が描写されている）。父を失い兄と決別した後は上京し、日本グランプリを優勝するなど、レーサーとして頭角を現していたが、レース中の事故で瀕死の重傷を負い失明。1度は心臓も止まり死亡したものの、シュウロたちの手により遺体安置室から運び出され、パラシュート降下の衝撃で心臓が動き出し命を吹き返す。
蘇生後は失明しているものの聴覚に頼る心眼で数々の超人的な守備と打撃に開眼、ブラック戦ではL字投法の攻略と先制ホームラン、ロッテ戦ではホームラン3本に決勝打も放つなど、打線の中軸へと成長。その後ビクトリー戦では、兄であり現・陣流拳法総帥である伊集院大門（後述）と対立し因縁の死闘を繰り広げるが、後に出生の秘密が明かされ、実は父であるとされた先代総帥・伊集院千岩に引取られていた養子であり、大門は義兄。真の父は先々代総帥・陣平助であった。
性格は冷静沈着で内省的、話し方も常に敬語かつ上品（回を追うごとに丁寧になっている）、洞察力もチーム内で群を抜いており数々の危機を救う。心眼も、後にはボクシング・相撲・拳法の観戦をこなせるまでになる。熱血漢の多いアストロ球団の面々の中では異彩を放つ存在だが、試合で相手を負傷退場させた回数はアストロナインの中でもっとも多い。またその女性と見まがうほどの美形のルックスから作品内外共に女性ファンが多く、別名「少年ジャンプの貴公子」。後の少年ジャンプ作品に連綿と連なる「一見女のように美しい顔で威圧を感じないが、実力は最強クラスで怒らせると怖い」キャラクターの草分け的存在であり、実際の少年ジャンプ編集部にも毎年バレンタインチョコが殺到した。右足の裏にボール形のアザがある。ビリヤード打法。飛燕活殺円法。
峠球四郎（とうげ きゅうしろう アストロフォー）（ビクトリーでは 5番・投手、番外編では球一の代理で 4番・投手）　背番号4
灘高校を首席で卒業したのち浪人生。学生服を着用して関西弁で話す。初登場時から未成年にもかかわらず飲酒をしており常にウィスキーの小瓶が欠かせない。峠コンツェルン会長の長男（故人・前社長）の一人息子であり、会長の孫にあたる。妾の子供であったが、幼少時から利発であったことから父に愛され、次期社長としての帝王学を学び育つ。だが父の死後は、妾の子である上に左腕にボール形の奇妙なアザを持っていたことで一族から軽蔑され、虐げられて育ってきた過去がある。ゆえに左腕のアザとその運命を憎悪し、アストロ超人の1人でありながら、他人に定められた運命に従順な他の超人たちをある種の近親憎悪から軽蔑する。
その破天荒な行動の目的は、実力を持ちながら虐げられる若者のために既存の体制を破壊し革命を起こすことである。その野望の第一歩として世間の注目を集めるアストロ超人を試合の中で抹殺することを画策し、読売巨人軍の資金援助を引き出して、各界の一流アスリートを集めたビクトリー球団を結成。アストロ球団と死闘を演じる。アドルフ・ヒトラーに心酔しており、ビクトリー球団のメンバーにも自身を「フューラー（総統）」と呼ばせている。
一度見ただけの球一の魔球をそっくりそのまま再現できるほどの能力を持ち、緻密で明晰な頭脳と政治力、さらには多くの若者に支持されるカリスマ性も併せ持つ、ある意味最も潜在能力の高い超人にして、アストロおよび宇野球一にとって最大の敵となった。しかし、アストロ超人との数々の死闘が、逆に球四郎のアストロ超人としての血を目覚めさせることになる。ファイナル大魔球の連投でアストロ打線を牛耳るが、右腕の負荷が大きく通算17球目の投球時に右腕を損傷、以降は番外編も含め左腕で投げるようになった。敗戦直後には亡き戦士たちへの供養のため頭を丸めたが、番外編では通常の髪型に戻している。ファイナル大魔球。
三荻野球五（みおぎの きゅうご、旧名：球一 アストロファイブ）：5番・三塁手　背番号5
房総に位置する高校（甲子園へ出ることのない無名校）の野球部員として登場。孤児院時代に読売巨人軍の長島茂雄に見出され、巨人の第四期黄金時代を築くため5年間極秘に育て上げられた長島の秘蔵っ子であり、与えられた称号は「長島二世」。しかし、球一（球児）、初代球二（球太）との勝負に敗れアストロ球団に入団。
攻走守にバランスの取れたチームの主軸として球団創生期から活躍。性格は地味だが慎重かつ真面目で、無鉄砲なメンバーのまとめ役でもある。ビクトリー戦に向けての特訓では、生命の危険があるため立ち入り禁止とされていたアストロ球場内のバンアレン特訓場で、通常の数十倍の重力の中での特訓を敢行、超打のバム打法を開発する。ビクトリー戦では伊集院大門に8本の肋骨をへし折られ、骨折した肋骨が内臓に食い込み瀕死の重態に陥るも、急激に回復、試合終盤に戦列復帰する超人ぶりを見せ、最終回にはビクトリー戦の勝敗を分ける最後の打者となった。左肩にボール形のアザを持つ。加速度打法。ウルトラシュート打法。バム打法。
高雄球六（たかお きゅうろく、元・カミソリの竜 アストロシックス）：6番・遊撃手　背番号6
ブラック球団の主力選手として登場。兄弟はいない。「カミソリの竜」の異名で、狙った箇所に強襲ライナーを打ち返せる「殺人X打法」を会得し殺人野球の先鋒を務めていたが、アストロ戦の最中に背中にボール形のアザが現れ超人であることが発覚、殺人野球と決別し旅に出る。その後ロッテ戦の延長10回裏、球一が負傷に苦しむ中に現れ、代打として殺人X打法を応用したコホーテクすい星打法で同点打を放ちアストロの危機を救う。
加入後は攻守にわたっていぶし銀の渋い魅力を発揮。江戸時代の遊び人を思わせるいなせな言葉遣いで喋るが、ブラック球団時代から、葬らんとする球一に供養の花束を投げ渡したり、死ぬ前にあの夕日を眺めとけと言うなど風流なところがあった。アストロ入りしてからは「ロク」「ロクさん」と呼ばれる。観察力に優れ、作品における謎の説明役となることが多い。ビクトリー戦では顔面に大門の打球を受け右頬に9針の大傷を負うが30分の中断後に復帰、球四郎のファイナル大魔球攻略の糸口を見出すなど活躍。伊集院兄弟の悲劇の真実を暴露し、殺人野球の最後の幕引きをした。ビクトリー戦では特別天然記念物であるはずの屋久島の縄文杉を切って作ったバットを愛用する。殺人X打法。コホーテクすい星打法。アンドロメダ大星雲打法。
明智球七（あけち きゅうしち、旧名：球七郎 アストロセブン）：1番・左翼手　背番号7
「ホームラン掃除人」、「人間ロケット」のあだ名を持つ火の玉ファイター。チーム一の小兵で、驚異的な俊足と身軽さを誇る不動の核弾頭。多彩なバント系攻撃と、双子の弟・球八とのコンビによる超人的な外野守備を得意とする。登場当初は阪急に入団しており、球一（当時球児）たちを見下していた。彼らの挑戦を受け数々の打法を打ち破るものの、球一（球児）のジャコビニ流星打法の前についに敗北しアストロへ入団。
球一の負傷治療や戦線離脱時、および番外編で別行動を取っていた時は率先してナインの指揮を執り、事実上の副主将として行動する。減らず口を叩くが情に厚く、チームをまとめるために率先して憎まれ役をつとめるなど、勝利への執念は人一倍である。火の玉ガッツでチームを牽引する反面、その体を張ったプレーから常に生傷が絶えない、球一に輪をかけた熱血野郎。
ロッテ戦での、死線を彷徨いながらもたった1点、1勝に命を賭ける球七の執念が、のちにアストロ球団の信条になる「一試合完全燃焼」を生んだ。ビクトリー戦では、試合終盤で右足のアキレス腱を切っても他の超人に内緒で守備に立ち続け、最終回では「走れなければ飛べば良い」と執念の連続大前転走塁を披露、決勝のホームを踏む。胸の中央にボール形のアザ。超人守備。超人バント。
明智球八（あけち きゅうはち アストロエイト）：7番・中堅手　背番号8
兄・球七を放り投げてホームランを阻止する巨漢の弟。その姿から「人間起重機」、「人間発射台」の異名を持つ。シーンによっては、身長が数十メートル以上あるくらいに大柄に描かれており、ホームであるアストロ球場のベンチにもまともに入れず、描写がカットされることもある。兄と共に阪急に入団するも、ジャコビニ流星打法に敗れアストロへ入団。
球七とは対照的に体に似合わず気が小さく、それが仇になることがロッテ戦などで垣間見られた。しかし、ビクトリー球団のラフプレーには攻撃を受けながら反撃せず直立不動、正道野球の尊さとデスマッチの愚かさを説いて両ナインを正道野球へと導き、強い意志を持つようになった。守備に比して打撃はやや苦手なのか下位打線を打つことが多いが、バットに当たればその巨体と怪力を生かした豪打を見せる。額にボール形のアザ。超人守備。水爆打法。
火野球九郎（ひの きゅうくろう）：右翼手（本編ではプレー場面なし、番外編では8番）　背番号9
18歳にしてヘリコプターの操縦もこなす、峠コンツェルンの（元）エリート社員として作品終盤に登場。転身しアストロ球団への道を歩む。ビクトリー戦の最終回にシュウロと共にアストロ球場に現れ、正体を明らかにして試合の決着を見届ける。試合決着後は敗戦の責任を取り割腹しようとした球四郎を制止、その後球四郎と行動を共にして彼をアストロ球団に導く。サングラスを架け穏やかな口調と紳士的な雰囲気を持つ冷静な理論家だが、対アストロ抹殺会議に球四郎とともに乗り込んだ際は義憤から大和小五郎に鉄拳を浴びせる熱い一面も見せた。
超人としての能力は本編中で試合出場がなかったため詳細不明だが、巨人軍多摩川グラウンドでのシーンではスーツ姿のままで十数メートルもの驚異的な跳躍と、飛んできたホームランボールを空中でミートし、バックネット標的の中心に打ち返すという連続技を披露してその能力の一端を示した他、本編最終回では大宇宙をバックにアストロ球団のユニフォーム姿で超人的守備を見せる姿がイメージとして描かれている。右手の甲にボール形のアザを持つ。
J・シュウロ：監督　背番号0
フィリピン・レイテ島の出身で、アストロ球団の総監督。年齢不詳・妻子なし。褐色の肌に眼鏡をかけている。フィリピンの真珠王とも呼ばれる大富豪で、世界各国に五つの銀行を持ち、その一つを潰して西新宿に巨大なアストロ球場を建設、球団専用機にコンコルドを所有する。
少年時代、フィリピンへ赴いた日本兵・沢村栄治から野球の楽しさを学び、沢村玉砕の前日、沢村からアストロ球団の夢を語られる。28年後、沢村の夢に出てきた9人の超人を求めて来日しアストロ球団を設立、沢村の遺言通り自ら監督となる。自身のプレイも超人レベルで、少年時代に沢村から三段ドロップを伝授されており、マウンドからの投球を横から細い鉄線を投げて串刺しにするなどの技を披露している。
しかし、15万人収容の超近代的設備を誇るアストロ球場のこけら落としの開場式の際、球場の隅々に現れているシュウロ自身の金満主義を峠会長に見透かされ、衝撃を受け反省。球一に指揮を任せ自らを磨く旅に出る。その後はアストロ超人へ様々な情報を送り外部からサポート。ビクトリー戦最終回に球九郎を連れて再登場する。
女医：ASTRO HOSPITAL医師
アストロ超人たちの無謀な野球に文句を言いつつも、治療を行う。
アストロ球場（アストロドーム、ASTRO STADIUM）
アストロ球団のホームグラウンドとして東京副都心・西新宿に建設された屋内野球場。アストロ超人の居住地でもあり試合後の療養設備「ASTRO HOSPITAL」を敷地内に併設する。J・シュウロの莫大な資産をつぎ込んで建造された超近代的設備を誇るの開閉式ドーム球場であり、収容観客数は15万人、大きさは甲子園球場の約3倍。立地はシュウロが当初国内の居城としていた京王プラザホテルの道路を挟んだ西隣りの区画に設置された。
建設は前年の1972年から密かに開始され、1973年3月9日に完成・開場式が華やかに開催された。直後にこけら落としのオープン戦として3月12日にロッテオリオンズ戦、続いて7月23日にビクトリー球団戦の全2試合が開催され、以降はアストロ球団の海外遠征に伴い休閑期間に入る。1976年10月30日にアストロ球団の電撃帰国後は、遠征先で身につけた技を調整する拠点として新たに利用された。

### 第一戦：ブラック球団（ふくしゅう球団）
望月正一（もちづき しょういち）：1番・二塁手　背番号なし
栗田源太（くりた げんた）：2番・遊撃手
通称「ムササビの源太」。忍者のような動きから球団の諜報員も兼ね、その身の軽さはふくしゅう球団一。守備の際はグローブを使わず素手でキャッチする。ホームラン性の飛球に対しては捕手と三塁手を除く野手6名全員でやぐらを組み、その最上段から高く跳躍することで捕獲する。球七は「俺たちの守備法と全く同じ」と評した。打撃では目隠しを付けて周囲6台のピッチングマシンからランダムに発射される球を音だけで打ち返すパフォーマンス。実戦ではバットのヘッドに当ててスピンを掛け、バウンド後に打球方向が曲がる特殊打法を披露し球一を欺くが、球三郎の心眼には見破られた。
国分熊五郎（こくぶ くまごろう）：3番・捕手
通称「北海のベアー」。道立北海畜産高校の超大型打者。アストロ超人候補の1人。父親は巨人軍の名二塁手だったが、デッドボールを受け記憶喪失になり廃人になった過去を持つ。本来「中西二世」の呼び声も高い長打力のパワーヒッターだが、三塁線ファウルからシュート状に曲げてフェアに入れてくる技能的打撃も見せてきた。最終イニングで球三郎による殺人L字ボールのファウルチップを受けて負傷退場、この時アストロ超人ではなかったことが判明する。この後2名の控え捕手が出場するが、両名共名前は明かされていない。
高雄球六（たかお きゅうろく）：4番・一塁手 ⇒アストロ
通称「カミソリの竜」。別名「ピッチャー殺しの竜」。アストロ超人候補の1人。
飯塚勝（いいづか まさる）：5番・左翼手
「三段ドロップでもなんでもお相手するぜ」と大口を叩くが、実際は球一の速球にも対応できなかった。
橋口実夫（はしぐち じつお）：6番・中堅手
阿蘇影志（あそ かげし）：7番・三塁手
通称「阿蘇の影」。極端な前進守備を得意とする。
黒川八郎（くろかわ はちろう）：8番・右翼手
伊地字光（いちじ ひかる）：9番・投手
先発投手。一回表を抑えた後、無七志に交代する。
無七志（む なし）：9番・投手 ⇒巨人
荒巻からは「与一」と呼ばれる。アストロ超人候補の1人。元巨人軍選手だった父親が障害を負ったため、巨人を恨んでいる。
花田剛（はなだ つよし）：9番・投手
無七志降板後にリリーフとして登場。アストロ打線にメッタ打ちされる。
荒巻健二郎（あらまき けんじろう）：監督
別名「殺人鬼荒巻」。「勝つためには殺人もやる」が信条。かつては巨人軍の名遊撃手で、川上と並び将来の監督候補とまで言われた男だったが、巨人軍を去り渡米していた。太平洋クラブを表向きとし、その影で巨人への復讐のためブラック球団を結成、自分と同様に巨人軍選手だった父や兄をボロクズのように捨てられた経験を持つ野球選手を多数集め活動していたが、そのスカウト中にアストロとトラブルに発展、試合で決着を付ける事態となる。

### 第二戦：ロッテオリオンズ
弘田澄男：1番・中堅手
当て馬として登録され1回表早々にモンスター・ジョーと交代したため、出場機会は無い。
モンスター・ジョー：1番・中堅手　背番号100
ロッキー山脈出身で、いかなる速い動きの物でもスローモーションに見えてしまう脅威の猟師の目と、木こりのパワーを併せ持つ。大リーグヤンキースに入団して年間50本塁打を記録し「ロッキーの大壁（ビッグフェンス）」と呼ばれていた。対アストロの秘密兵器として契約金5千万円でロッテに移籍。三段ドロップを先頭打者ホームランしジャコビニ流星打法を捕球するなど、序盤はアストロを大いに苦しめた。しかし、動きが遅すぎるスローボールを見ると目が痛くなるという弱点が露呈してからはもろく、球三郎に打球もろともスコアボードに叩きつけられ、負傷退場。
得津高宏：1番・中堅手
モンスター・ジョー退場後に交代出場するもアストロの勢いが止まらず、リョウ坂本が守備に入り交代。
長谷川一夫：外野手
右腕を負傷したリョウ坂本との交代要員として9回裏から出場を予定するも、坂本が固辞し見送られた。
ジム・ラフィーバー：2番・一塁手
両打ちの特性を生かし、4回表は左打席に入って21球のファウルを打ち上げ球一を疲弊させた。
有藤道世：3番・三塁手
ユニフォームの下に防弾チョッキを着用し、球一の球に故意に当たって死球を得る。
ジョージ・アルトマン：4番・左翼手
金田監督指示にて球一の手をスパイク。延長10回表、満身創痍の球一・球七を尻目に勝ち越しホームランを放つ。
池辺巌：5番・右翼手
山崎裕之：6番・二塁手
村上公康：7番・捕手
千田啓介：8番・遊撃手
リョウ坂本（リョウ さかもと）：9番・指名打者 → 1番・中堅手　背番号0
ハワイ・オアフ島出身の日系ハワイ3世。謡曲・敦盛を口ずさみ登場する強打者。金田のアストロ対策「10番目の打者」として5億円でロッテに入団。木樽の指名打者として2回表から登場。神道無念流を生かした秘打・消える打球と大障壁と呼ばれる超人的な守備でアストロを苦しめた。スカイラブ投法との対決で右腕を故障。コホーテクすい星打法を受けて左手を故障してしまう。その後満身創痍で球三郎との勝負に挑みハリケーンキックを繰り出すが敗北。ロッテ戦後はアストロ球団打倒のためソ連に渡ってサンボの修行をする。1954年9月9日生まれの超人候補の1人。消える打球。ハリケーンキック。太陽の極。
木樽正明：投手（先発）
成田文男：9番・投手（リリーフ）
金田監督の指示にて球一に頭部死球を与える。リョウ坂本がセンターの守備に就いたため、指名打者制が消滅し打席にも立つ。
金田正一：監督
かつての本拠地・東京球場を失い「ジプシー・ロッテ」と呼ばれ流浪していたところにアストロ球場完成の報を聞き、いかなる卑劣な手段を用いてでもアストロを倒して球場のフランチャイズ権をものにしようとする。試合終了後、実はアストロにプロの厳しさを教えんがためにやったことと、試練を乗り越えたアストロの勝利を称える。また、後のビクトリー戦で（2回裏、デスマッチ宣言がなされて以降はまったく登場しなくなるが）テレビ中継の解説を務めた。

### 第三戦：ビクトリー球団
峠球四郎（とうげ きゅうしろう アストロフォー）：フューラー：5番・投手　背番号1  ⇒アストロ
ダイナマイト拳（ダイナマイト けん）：1番・三塁手　背番号5
プロボクサー。日本ヘビー級チャンピオン。ボクシングの経験を生かした接近守備と変則打法が得意。陣流拳法天位の極を体得し打倒スカイラブへの先陣を切るが、デスマッチ野球と化した二回裏、怒り狂う球六の殺人X打法から球四郎を護り、拳を砕かれ負傷退場。球四郎が供養のためバットに名を掘った四戦士の一角に名を連ねた。
バロン森（バロン もり、本名：森慎之介）：1番・三塁手　背番号5
ビクトリー親衛隊音楽団指揮者だったが、ダイナマイト拳の退場後の交代選手として4回表から登場。球四郎の片腕としてビクトリーナインを鼓舞し、後半戦で主導的な役割を果たす強敵。当初はオカマ言葉と腰の引けたプレイで相手を油断させようとしていたが、4回裏から黒豹の如き素早い守備を見せ始める。当初は伊集院大門の殺人野球の幕引き役を担い、片目でもないのに眼帯をしていたが、大門の死に熱いものを感じ、それを契機に眼帯を外す。7回には球一が球四郎めがけて放ったジャコビニ流星打法を身を挺して受け止めるなど闘志あふれるプレイにより球四郎を健気に補佐。8回で球一のファウルボール捕球時に頭をフェンスに強打、最終回同点ホームランを放ちホームインする際に大量出血して転倒。抱き上げる球四郎に自分の運命に逆らわずアストロ超人として生きよと言い残す。辞世の句は「露と落ち 露と消えにし わが身かな 都のことは 夢のまた夢」。本人の「大部分…盗作」という台詞にある通り、元ネタは豊臣秀吉の辞世の句。「あの世じゃ一番の男になってみせるぜ〜っ」と言い放ち絶命。
力道岩（りきどうがん）：2番・右翼手　背番号9
プロレスラー。長短バットの二刀流で内外角の攻めに対応する変則打法。守備ではヘッドバットで打球を弾き返す、責任感の強い質実剛健のパワーファイター。出塁率も良く、ビクトリー大量得点へ向けての原動力となった。次打者の雷剛と仲が良く、「雷ちゃん」「力ちゃん」と浮かれる一幕も。
雷剛武（らいごう たけし）：3番・捕手　背番号2
花籠部屋の力士。強烈な突っ張りが持ち味の新進気鋭の力士だったが、横綱・輪島との稽古で突っ張り以外に能のない自分に気付き、力士として挫折。しかし球四郎の手によって、強烈な突っ張りを生かし、捕球せず二塁に送球する守備を得意とするようになる。打法も突っ張りそのもの。ただし、大飛球を打ち上げて空中で変化球のように変化させ（ドロップのような軌道で急激に落ちる）外野手の前にポトリと落とすうっちゃり打法など、力士時代とは打って変わって器用な一面も見せる。なお下の名である「武」は、調査を終えた球三郎と球六が他のナインに提出したリストの記載にのみ登場する。
伊集院大門（いじゅういん だいもん）：4番・一塁手　背番号3
陣流拳法・現総帥。伊集院球三郎の兄。総髪で顔面に斜めの傷跡がある。陣流拳法を野球に応用してビクトリーナインに叩き込み、球四郎の懐刀としてビクトリー球団の殺人野球の基礎を築く。アストロ戦では球三郎への憎悪の念を伴ってデスマッチ野球を展開。2回には足を使ったボールタッチと称し、ひざ蹴りで球五の肋骨をへし折る。元々は兄弟愛にあふれた優しい性格で、弟・球三郎のために一度は総帥の座を譲り家を出たほどだった。しかし、父である先代総帥・伊集院千岩の常軌を逸した厳しい教育から普通の精神状態を保てないほど追い詰められた末、自らを先々代総帥・陣平助の息子と信じ父・千岩を殺害、弟・球三郎を追い出し陣流拳法を乗っ取った。4回の球三郎との死闘の最中に球六の発した言葉に真実を知り、自らの過ちを悟る。その後詫び状を残してかげ腹を切り、5回に同点満塁ホームランを放つとともに絶命。球四郎を生死をかけた本気の戦いへと導く。その熱い生き様には根強いファンが多く『アストロ球団』を野球漫画とは思えない野球漫画にした最大要因のキャラクター。「拳法を極めた最強・非情の兄（弟）」としての立ち位置は、弟の球三郎と同じく後の『リングにかけろ』などのヒット作に類似キャラクターを輩出している。何かやるたびに陣流拳法の長い技名がつく（右は代表的なものだがそのごく一部）。九星剣円陣→人間ナイアガラ。無意無感有耳音の極。天命星打の極。
氏家慎次郎（うじいえ しんじろう、元：ヘンリー・佐多）：5番・投手　背番号0
1928年（昭和3年）生まれの元特攻隊員。特攻予定の1945年（昭和20年）8月15日当日に終戦を迎え死に損なう。終戦後は大リーグのナショナル・リーグでヘンリー・佐多の名義を使い、死に損なった虚しさをビーンボールに託して数々の魔球を開発、相手打線を次々と壊滅させ一大旋風を巻き起こした。後に球四郎の目に留まり、計らいで関東日野刑務所内で特訓を行いビーンボールに磨きをかけた後、出所してビクトリーに加わる。数々のビーンボール魔球を駆使してアストロ打線を苦しめる。球一に最後の魔球を放って「特攻」後、それまでの時間を取り戻すように老化し「成仏」していった。球四郎が記した戒名は「奇妙院幻烈居士」。最後の出撃前に球四郎へと語った「敵がいて戦場があれば（それでじゅうぶんよ / 男は成長する）」は彼の心に残ったようで、試合大詰めの回想に再登場する。スクリュー投法。
ヘズ・ベベ：6番・中堅手　背番号8
アメリカンフットボーラー。「ブラック・サンダー（黒い雷）」の異名を持つ。黒人系アメリカ人だが自己紹介で「ミー ヘズ」というデタラメな英語を使っていた。アメリカ人独特の軽さを湛えながらも日本武人の心持ちも理解していたようで、プレイ自体は真摯に取り組んでいた。
峰剣太郎（みね けんたろう）：7番・左翼手　背番号7
剣道師範。バットの根元を折るほどの鋭い素振りは「指南」と呼ばれる大門にも一目置かれていた。自害した大門の心意気に応えようと奮闘、守備では左翼ポールに激突するも気迫の返球で球七を足止めする気概を見せた。
沖田豪司（おきた ごうし）：8番・遊撃手　背番号6
バレーボール・アタッカー。日本バレー界の反逆児。持ち前の跳躍力を生かし、試合中欠員がちであったサードの守備範囲も巧みにカバーしつつ併殺を取るなど、ビクトリー内野守備の要として気を吐いた。
高田飛雄（たかだ とびお）：9番・二塁手　背番号4
ハイジャンパー。走り高飛びのスーパースター。

### 読売巨人軍
無 七志（む なし）：投手　背番号44
能登の漁村出身。父親を廃人にした巨人軍を憎みブラック球団入り。2年以上修練し続けた殺人L字投法を用いてアストロ戦で初代球二の命を奪うが、その後、球三郎のビリヤード打法によるキャッチャー潰しというブラック球団顔負けの殺人技に攻略され同投法は無力化。降板後ベンチ裏で川上からスカウトされ、川上との対決に敗れたことにより巨人入団。沢村の「静の投法」を引き継いでいると評価され、妖気を消し正道野球で打倒アストロを目指す。日光での修行時に新魔球に開眼、公式戦で阪神・田淵を打ち取るが、アストロ超人と対戦前に同僚である知念に破られ雪辱は叶わなかった。1954年9月9日生まれの超人候補。巨人入団後、公式戦初登板は「能登与一」という名前で登場しているが、ブラック球団時代にすでに荒巻から「与一」とも呼ばれている。「無七志」は「無」が苗字であるが、劇中で呼ばれるときはフルネームで呼ばれることしかなかった。
知念（ちねん）：野手　背番号0
沖縄出身だが強い鹿児島弁で話す。「泣くよっかひっ飛べ」が口癖。母親を米軍基地で亡くしており、その恨みを野球で晴らすとも語っている。片手片足打法で各プロ球団のキャンプを恐怖のどん底に陥れた。無七志と川上の対決に乗じて巨人に入団し、アストロのライバルであると共に、球団内の無七志のライバルに。結局試合に出ることは無かったが、L字ボールの攻略を川上より先に気づいていたり、最終巻で無七志の新魔球を攻略するなど、実力の一端をのぞかせている。無七志ともども1954年9月9日生まれの超人候補。なお片手片足打法の特性上、左右どちらでも打てるようだが、無七志との練習対決は右打ちで行っていた。守備に関しては全く描写が無かったため、守備位置および投げる際の利き腕は不明なままである。
川上哲治：監督
阪神戦で球一（球児）の初登場を目の当たりにして以来、その後のアストロ球団の台頭を阻止せんと奔走する。殺人L字ボールを攻略し無七志の獲得に成功、と同時に知念も獲得。そののち対アストロの極秘会議の主導的役割になる。読売巨人軍を球界の盟主として君臨させるために、最初は戦力補強するなど正攻法で行っていたが、あまりにも実力差があり勝負にならないと判断するや、最終的には謀略を用い政治的に球団存続を断つという悪辣な方法でアストロ球団を抹殺にかかる。実在の人物であり、当時は現役の監督だったこともあって悪人としては描かれていない（アストロまっ殺も、日本プロ野球界の未来を慮ってのことであった）が、結局は権力・金・謀略・泣き落としとかなり非道な方法を駆使している。結果、アストロ球団を潰すことに成功はするが、苦労して手に入れた無七志、知念、球四郎に愛想を尽かされる。
正力亨：オーナー
巨人軍フロント責任者。本来、巨人軍の最高責任者であるが、作中では川上監督が常時巨人軍の顔として陣頭に立っているため登場機会は数少ない。対アストロ極秘会議ではオーナーとしての立場からマスコミ対応と資金調達を取り計うことを約束するが、早速球四郎にビクトリー球団の立上げ金 ＝ 十億円を請求され、苦悶の末に支払う。最終章での球四郎たちの抗議に対しては終始無言を貫いていた。
長島茂雄：4番・三塁手
次期監督として第四期黄金時代を築くため球五（当時・球一）を巨人に入団させるべく5年間無名校で育成していたが、アストロ球団との勝負に敗れ奪われる。他にも球一（当時・球児）や明智兄弟に巨人入団の勧誘をするが断られ、アストロ対ブラック戦後に無七志獲得の引き合いとして担ぎ出された時は、無七志のような若い力が必要と勝負を決意するも川上の介入により当事者から外されてしまう。アストロ対ロッテ戦以降は対アストロの極秘会議にアストロ潰しの情報本部長として加わる。アストロ対ビクトリー戦ではアストロ超人に正道野球の尊さを説いていたが、その後かなり非道な方法でアストロ超人から野球そのものを奪う片棒を担いでしまった。番外編では巨人軍監督として登場する。
王貞治：3番・一塁手
当初から川上・長島と行動を共にし対アストロの極秘会議にも加わる。作中では球一（当時・球児）の二段ドロップに三振、球七（当時・球七郎）球八にはホームランを捕られ、無七志のL字ボールで死にかけたりと、もっぱら超人たちの美技を誇示する格好の対象にされてしまい、本領発揮は番外編までおあずけとなる。知念とやりあうギャグシーンもあった。
沢村栄治：投手
かつて三段ドロップで米大リーガーを手玉に取った伝説の大投手。沢村賞にその名を残し、背番号14は巨人の永久欠番。1944年（昭和19年）フィリピンへの出征にて志半ばで命を落とす。フィリピン・レイテ島で出会った現地の少年シュウロに野球の素晴らしさを伝える。戦死直前に、1954年（昭和29年）9月9日生まれで体のどこかにボール形のアザがある、超人プレイのできる新生球団のナインが誕生する予知夢を見たことで、シュウロにその新生球団の夢を託して戦地に散る。そして戦死から10年後の1954年9月9日に夜空に散った9つの白光球にその魂を乗せて、アストロ超人たちにその遺志を託す。

### その他
江夏豊
作中、最初に登場する人物。阪神の投手。作品冒頭に交通事故に遭い、出場できない彼になり替わって球一（当時は球児）が巨人戦に登板。病院でテレビ中継を見て驚き村山監督に電話をする。この事故は江夏の無理な追い越しが原因だが、翌日の新聞の見出しには「不慮の事故による負傷」とある。
ゴールドフェンス
東北実業高校の一塁手。本名不明。超人候補だったが、球八のノックを受け手首を砕かれる。
ジャンボ仲根（仲根正広）
近鉄の大型新人。アストロ球場開場式の際に球一との打席相手を求められ、多くの投手が尻込みする中を自ら志願、球一にジャコビニ流星打法を打たれる。アストロとは同い年だが、球一に「うつわが違う」と言われてしまう。
峠会長
球四郎の祖父。峠コンツェルン会長。作中で日本球界に絶大な力を持つと何度もほのめかされるが、球界にとってどのようなポジションの人物なのかは最後まで不明だった。本人曰く沢村栄治を手塩にかけて育てたとのこと。アストロ球場の開場式にて、アストロ球場の超近代的設備に対し15万大観衆の前でシュウロを非難。「沢村栄治が泣いている」と名言を残す。その後はアストロ球団抹殺の極秘会議に加担し、孫の球四郎にアストロ球団抹殺を担わせる一方で、シュウロとともに仲良く最後の超人・球九郎をアストロ球場に連れてくる。ビクトリー戦後は、アストロ球団抹殺条項を決議した極秘会議に呆れて会議をあとにしている。どうしたかったのか最後まで不明だった。
斉藤隆
子供。ロッテ戦で球七が選んだ素人3人の補充選手（7番・二塁手）だが、球を怖がり戦力にならず。
渡辺巧
老人。ロッテ戦で球七が選んだ素人3人の補充選手（8番・遊撃手）だが、トンネルするなど戦力にならず。自称、養老院こうこつチームの現役。
細谷清
女性的な仕草を取る男性。ロッテ戦で球七が選んだ素人3人の補充選手（9番・右翼手）だが、落球や暴走、球三郎に抱きつくなど戦力にならず。自称、12年前に都の野球大会で優勝した。
盲目の少女
ロッテ戦の最中、球三郎から励まされ回復手術を受ける決心をする。ビクトリー戦では手術後包帯を取る勇気がないと球三郎の前に再び現れるが、生きることは勇気が要ることだと球三郎に諭され自分の手で包帯を外す。
小田義文
都市対抗野球優勝チーム・ジャンプ建設の主砲。ロッテ戦で先に出場した素人3人に代わって球三郎が選び直したアストロの助っ人。四回裏より細谷清の代わりに9番・右翼手を務め、アストロの背番号9ユニフォームを着る。成田相手にバックスクリーン直撃性の大飛球を放つなど、実力は確か。
竜崎雄三
六大学野球界ではかつての名セカンドとして有名な存在。ロッテ戦で先に出場した素人3人に代わって球三郎が選び直したアストロの助っ人。四回裏より斉藤隆の代わりに7番・二塁手を務め、アストロの背番号4ユニフォームを着る。球一・球三郎と、送りバントからの1-3-4ゲッツーを完成させた。
江山勝
高校球界の怪物投手。ロッテ戦で先に出場した素人3人に代わって球一が選び直したアストロの助っ人。四回裏より渡辺巧の代わりに8番・遊撃手を務め、アストロの背番号6ユニフォームを着る。球一がビーンボールに倒れた後の七回表からはリリーフとして登板するが、リョウ坂本には通用せずプロの打線に苦しめられる。
大和小五郎
元CIA日本支部員。対アストロの極秘会議に加わる。超人の私事関連調査を担当。物事にドライで青臭い理想を嫌い、不条理も大人の世界として割り切る性格。ゆえに球九郎から巨人軍の謀略の汚なさを抗議されるが、開き直ったため球九郎の鉄拳を浴びる。そのさい球九郎に「たかが4,5年長く人間をやってるだけじゃないですか」と言われるが、とても22、3歳には見えない。
J・ディーン
元ドジャース選手育成技術指導責任者。往年のドジャース黄金時代を築いた大軍師。対アストロの極秘会議に加わる。1万項目のデータ分析に意欲的であったが、実際にアストロ対ビクトリー戦を観戦後、アストロの桁外れな実力に頭を抱えていた。
田淵幸一
阪神の捕手。無七志が巨人入団後「能登与一」名義で公式戦初登板した際、初披露された新魔球によって打ち取られる。無七志の新魔球は全編、バットを避けて軌道が変化する魔球として描かれているが、田渕と対峙した時のみ効果が異なり、スローボールをジャストミートするとバットが粉砕されボールは手前の地面にめり込むという、殺人L字ボールからの発展要素を含んだものであった。
新ちゃん
アストロ超人抹殺を掲げた球四郎の頭に石をぶつけた少年。逆に球四郎に投げ飛ばされ、今日受けた悔しさを忘れるなと諭される。
伊集院千岩
亡き陣流拳法先代総帥。先々代総帥・陣平助の門弟だったが、平助を泥酔させた上で闇討ちにして殺害。陣流拳法総本山を乗っ取った「どろぼう猫」。平助の息子・球三郎を引取り我が子として育てる。平助に対する後ろめたさか球三郎には盲愛で接したが、その一方で実子の大門には一人でも生きられるよう厳格すぎるほど厳格に育てた。それがのちの悲劇の要因となり、愛故に過酷な教育を施した実子・大門に誤解の末、殺害されることになる。

## 関連書籍
- 『アストロ球団メモリアル』1999年12月3日発行、太田出版、ISBN 978-4-87-233491-3

## 番外編（激突!!日米超人野球）
『週刊少年ジャンプ』での連載終了後、『月刊少年ジャンプ』における名作漫画の読み切り掲載企画「永遠の名作シリーズ」の一編・第11弾として、1977年2月号に発表された31pの短編。連載後の後日譚であるが、企画にあわせたオマケ的作品。単行本ではジャンプスーパーコミックス『さすらい騎士道』2巻巻末に収録されていたが、本編と通読することは太田出版の復刻まで叶わず、永らく幻の作品とされていた。
アストロ超人が日本を去った3年後の1976年秋、アメリカから現れたドラゴン・マグナム率いる超人球団「ミラクルボンバーズ」。10月30日後楽園での対戦でそのラフプレーを前に巨人軍は大苦戦。同日試合最中に帰国したアストロ超人たちの前に、病院を抜け出した巨人ファンの少年・正夫がその身を省みずアストロ超人たちに巨人への加勢を直訴。ミラクルボンバーズに大差をつけられた状況の中、満身創痍の巨人に代わり試合を引き継いだアストロはどう立ち向かうか? そして、ドラゴン・マグナムの正体とは!?

## 幻に終わったTVアニメ版
先に述べたスーパーベースボールのハイライトアニメとはまた別に、1992年頃にテレビアニメの企画が提案されたことがあるが、これは実現せずに終わった。
テレビアニメ化を企画したのは、当時存在したアニメの元請制作会社のグループタックで、舞台を1970年代から1990年代に変更し超人誕生を昭和49年へ、アストロ球場の所在地も新宿副都心からお台場近辺のベイエリアに変更するなど、現代向けにアレンジを施した内容になる予定だった。だが、各テレビ局へ企画を持ち込んだものの、「人気を見込むことが難しい」との判断で企画は頓挫してしまった。これは当時がOVA全盛期であったのと、1989年 - 1990年放映の『ミラクルジャイアンツ童夢くん』を最後に野球アニメが途絶えていた状況下で、テレビ局側の野球アニメに関するノウハウや理解が失われていたことが主な要因とされる。
なお、試作のスチールセルと企画書の一部はグループタックにその後も保管され、これらの記述に関しては太田出版から刊行された『アストロ球団メモリアル』に詳しく記載されている。

## テレビドラマ
2005年にテレビ朝日系で全9話のテレビドラマが放映された。

## ゲーム
原作のビクトリー球団編をピックアップしたコンピュータゲーム「アストロ球団 決戦!! ビクトリー球団編」がPlayStation 2で2005年11月23日にサンライズインタラクティブより発売されている。
いわゆる「野球ゲーム」のスタイルではなく、原作のストーリーダイジェストの要所要所にボタン連打などのシンプルなミニゲーム要素を織り込んだ内容。プレイヤーはアストロだけではなく、展開に応じてビクトリー側のミニゲームも担当する。
CEROの対象年齢が「全年齢」であることからもわかるように、原作のような流血沙汰や死者が出るような展開がかなり抑えられている。この点は賛否の分かれる所である。さらに、ストーリーが省略されているせいで説明不足となり、原作を読んでいないとなぜそのような展開になるのか理解できない箇所も多い。なお、ストーリーは一本道であるがマルチエンディングであり、コンティニュー回数によって原作どおりアストロナインが9人揃う真のエンディング、球九郎のみが加わるBエンド、7人のままで終わるCエンドに最終章が分岐する。最終章内のミニゲームで回数調整できるため、真エンドを見られる一つのセーブデータがあれば全てのエンディングをアルバムに記録できる。
タイトルでは怒髪天の「アストロ球団応援歌」がフルコーラスで使用されているが、エンディングでは同じ歌詞（原作引用分のみ）で異なるメロディーを充てた「アストロ球団の唄」（作曲・山本健司）が使用されている。

### ゲーム版声優
声はフルボイスではなく一部だけに入っている。
- 宇野球一：伊丸岡篤
- 上野球二：石上裕一
- 伊集院球三郎：細谷佳正
- 高雄球六：安斉一博
- 明智球七：大須賀純
- 明智球八：櫛田泰道
- 氏家慎次郎：石上裕一
- 伊集院大門：樋渡宏嗣
- バロン森：呉本圭崇
- 女医：山脇小径
- 峠球四郎：渡辺英雄

## パチスロ
2007年にJPSから発売された。保通協における形式名は「モエロアストロキュウダン2」。5号機に属する。
差枚数管理のART・アストロチャンスが主な機能。設定6とそれ以外の設定で小役確率に大きな差があった。ARTを連続的に成立させるバグ手順も知られ、撤去を余儀なくされた。
ゲーム画面はアストロ球団対ブラック球団戦の設定で進行し、アニメ風にアレンジされた両軍のキャラクターが出演するが、アストロ側はビクトリー戦以降の新ユニフォーム姿で、二塁手として球六を加えた7人メンバーで登場し、球四郎・球九郎は登場しない。対するブラック球団側は荒巻や無七志に加え、原作では所属していない知念がブラック球団の強打者として参戦し、アストロの前に立ちふさがる対決演出が盛り込まれている。停止ボタンのタイミングで三段ドロップを完成させるミニゲームが存在した。